# La isla de los dibujos
La isla de los dibujos es una película de Argentina perteneciente al cine experimental  dirigida por Alberto Abdala sobre el guion de Alberto Tasca sobre una idea de Alberto Abdala que fue producida en 1976 pero nunca fue estrenada comercialmente. Tuvo como actores principales a Jesús Fabián, Marcos Zucker, Raúl Ricutti y Horacio Bruno.

## Sinopsis
Un film de carácter experimental que mezclaba actores y dibujos animados.

## Reparto
- Jesús Fabián
- Marcos Zucker
- Raúl Ricutti
- Horacio Bruno
- Vicente La Russa
- Mario Savino
- Pedro Falce